# Чейшвили, Дмитрий Илларионович
Дмитрий Илларионович Чейшвили (февраль 1907, Батуми, Батумская область, Российская империя — неизвестно, Грузинская ССР) — советский грузинский государственный деятель, председатель исполнительного комитета Махарадзевского районного Совета депутатов трудящихся, Грузинская ССР. Герой Социалистического Труда (1948).

## Биография
Родился в 1907 году в Батуми. После получения высшего образования трудился в различных советских учреждениях до призыва в июле 1941 года в Красную Армию по мобилизации. С декабря 1941 года участвовал в Великой Отечественной войне. Воевал в составе 784-го стрелкового полка 390-й стрелковой дивизии. С июля 1942 года — заместитель командира батальона по политической части 662-го стрелкового полка 406-й стрелковой дивизии. После демобилизации в октябре 1945 года в звании капитана возвратился в Грузию, где был назначен председателем Махарадзевского райисполкома.
В послевоенное время занимался восстановлением сельского хозяйства в Махарадзевском районе. В 1947 году обеспечил своей деятельностью перевыполнение плана в целом по району урожая кукурузы на 31,3 %. Указом Президиума Верховного Совета СССР от 21 февраля 1948 года удостоен звания Героя Социалистического Труда за «получение высоких урожаев кукурузы и пшеницы в 1947 году» с вручением ордена Ленина и золотой медали «Серп и Молот» (№ 848).
Этим же указом званием Героя Социалистического Труда были награждены первый секретарь Махарадзевского райкома партии Василий Владимирович Сихарулидзе, заведующий районным отделом сельского хозяйства Мизаил Илларионович Чануквадзе, главный агроном районного отдела сельского хозяйства Доментий Евстафьевич Мжавия и восемь тружеников различных колхозов Махарадзевского района.
За высокие трудовые результаты сельскохозяйственных предприятий по итогам 1949—1950-х годов был награждён вторым Орденом Ленина.
Был председателем Махарадзевского райисполкома до выхода на пенсию. С 1968 года — персональный пенсионер союзного значения. Дата смерти не установлена (после марта 1985 года).
Награды
- Герой Социалистического Труда
- Орден Ленина — дважды (1948; 14.11.1951)
- Орден Красной Звезды (10.02.1943)
- Орден Отечественной войны 1 степени (11.03.1985)
- Медаль «За оборону Кавказа» (01.05.1944)